# Distretto di Uchkuprik
Il distretto di Uchkuprik (usbeco Uchko`prik) è uno dei 15 distretti della Regione di Fergana, in Uzbekistan. Il capoluogo è Uchkuprik.